# Tabby Thomas
Ernest „Rockin’ Tabby“ Thomas (* 5. Januar 1929 in Baton Rouge, Louisiana; † 1. Januar 2014 ebenda) war ein US-amerikanischer Gitarrist und Sänger des Swamp Blues.
Thomas begann seine Karriere als Musiker während der Ableistung des Militärdienstes bei der US-Luftwaffe. Während der 1950er Jahre sang er in einer R&B-Band und nahm erste Schallplatten auf, beeinflusst von Roy Brown. Ab 1954 begann seine Zusammenarbeit mit dem Produzenten Jay Miller, am erfolgreichsten war der Song Hoodoo Party, der 1962 auf Excello Records erschien. 1981 eröffnete Thomas in Baton Rouge den Veranstaltungsort Tabby's Blues Box, der bis 2004 bestand. Dort trat in den ersten Jahren Larry Garner regelmäßig auf. Tabby Thomas ist der Vater des Musikers und Schauspielers Chris Thomas King.
Tabby Thomas verstarb kurz vor seinem 85. Geburtstag am Neujahrstag 2014 in seinem Haus in Baton Rouge eines natürlichen Todes. Sein Sohn Chris Thomas King ist ebenfalls ein bekannter Bluesmusiker.